# Ross Sea Party
Die Ross Sea Party war ein Teil von Ernest Shackletons Imperial Trans-Antarctic Expedition von 1914 bis 1917. Der Plan des britischen Polarforschers Shackleton war, den antarktischen Kontinent zu durchqueren. Da es den Expeditionsteilnehmern nicht möglich sein würde, ausreichende Vorräte mitzuführen, sollte ein zweites Schiff eine unterstützende Gruppe zum McMurdo-Sund transportieren, die Ross Sea Party. Deren Aufgabe war es, eine Reihe von Depots über das Ross-Schelfeis entlang der bereits früher etablierten Südpolarroute über den Beardmore-Gletscher anzulegen, was trotz einiger Unglücksfälle und Spannungen zwischen Expeditionsteilnehmern auch erreicht wurde. Dieser Erfolg erwies sich letztlich als überflüssig, da Shackletons Hauptexpedition nicht landen konnte und die Endurance im Eis der Weddell-See zerdrückt wurde – der transkontinentale Marsch fand niemals statt. Verglichen mit der öffentlichen Aufmerksamkeit, die Shackletons als heroisch aufgefasstem Fehlschlag entgegengebracht wurde, fand die Ross Sea Party in der Geschichtsschreibung kaum Beachtung, was ihr den Spitznamen „Shackleton’s Forgotten Men“ („Shackletons vergessene Männer“) einbrachte.

## Mannschaft
Für eine komplette Mannschaftsliste siehe hier

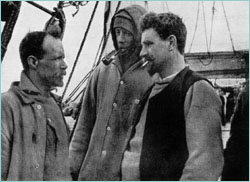
Wild (links), Joyce (rechts) und vermutlich Richards

Shackleton ernannte Aeneas Mackintosh zum Leiter der Ross Sea Party, nachdem er zunächst versucht hatte, die Admiralität zu überzeugen, ihm eine Marinemannschaft zu geben. Mackintosh war wie Shackleton ein ehemaliger P&O-Offizier, der an der Nimrod-Expedition teilgenommen hatte, bis sein Einsatz durch einen Unfall beendet wurde, der ihn sein rechtes Auge kostete. Ein weiterer Nimrod-Veteran, Ernest Joyce, dessen Antarktiserfahrung mit Robert Falcon Scotts Discovery-Expedition begonnen hatte, sollte sich um die Schlitten und um die Hunde kümmern. Joyce war eine umstrittene Persönlichkeit, beschrieben als „eine seltsame Mischung aus Betrug, Extravaganz und Befähigung“, doch er hatte Shackleton bei früheren Expeditionen mit seiner Arbeit bei der Depotanlage beeindruckt. Ernest Wild, ein Seemann der Royal Navy mit zwanzig Jahren Diensterfahrung, wurde auf den Rat seines angesehenen Bruders Frank Wild hin aufgenommen, der auf der Endurance als Shackletons Stellvertreter fungierte.
Einige der Einstellungen wurden verhältnismäßig übereilt getätigt, da einige Mitglieder in Australien kurz vor der Abfahrt der Aurora in die Antarktis durch den eklatanten Geldmangel ihr Vertrauen in die Expedition verloren hatten. Joseph Stenhouse (1887–1941), ein fähiger junger Offizier von der British India Steam Navigation Company, wurde in letzter Minute zum Ersten Offizier der Aurora ernannt. Ein Kuriosum war Reverend Arnold Spencer-Smith, ein Priester der Scottish Episcopal Church und früherer Lehrer, der als Ersatz für einen anderen Teilnehmer an Bord genommen wurde, der in den Ersten Weltkrieg gegangen war. Victor Hayward, ein Londoner Finanzangestellter, wurde trotz seiner Unerfahrenheit als allgemeiner Assistent mitgenommen, anscheinend, da er bereit war, „alles zu tun“.
Obwohl die Ross Sea Party mit der Anlage der Depots einen bestimmten Auftrag hatte, wurde traditionellerweise ein wissenschaftliches Team mitgeführt, um biologische, meteorologische und magnetologische Forschungen durchzuführen. Der leitende Wissenschaftler hieß Alexander Stevens, ein schottischer Geologe und früherer Theologiestudent. John Lachlan Cope, ein einundzwanzigjähriger Cambridge-Absolvent war der Biologe der Gruppe; später wurde er auch Schiffsarzt. Zwei weitere Wissenschaftler wurden in Australien eingestellt, nämlich die beiden Physiker Keith Jack und Richard W. Richards. Sein Nominalgehalt von einem Pfund Sterling pro Woche war für die Verhältnisse relativ niedrig.

## Verspätungen in Australien
Als Mackintosh und der Kern der Expedition im späten Oktober 1914 in Sydney ankamen, um ihre Expedition vorzubereiten, standen sie unerwartet chaotischen Umständen gegenüber, die von Shackleton zurückgelassen worden waren. Der Zustand der Aurora ließ eine Abfahrt nicht zu und verlangte eine weit teurere Sanierung als erwartet. Shackleton hatte anscheinend die Bedingungen missverstanden, unter denen er das Schiff gekauft hatte, und Mackintosh befand, dass eine praktisch vollständige Renovierung notwendig war. Zusätzlich hatte Shackleton die für Mackintosh verfügbaren Geldmittel von £ 2.000 auf £ 1.000 reduziert und erwartete von ihm, die Differenz durch das Sammeln von Spenden und durch die Aufnahme einer Hypothek auf das Schiff zu überbrücken.
Gönner in Australien, erschrocken durch die Probleme, in denen Shackleton dieses entscheidende Element seines Planes zurückgelassen hatte, sammelten eine ausreichende Geldmenge, um die Expedition am Leben zu erhalten. Allerdings traten mehrere Mitglieder von Mackintoshs Gruppe zurück, da sie ihr Vertrauen in das Unternehmen verloren hatten. Einige der in letzter Minute gefundenen Ersatzleute waren in der Tat nicht gerade hochspezialisiert: Der Funker Lionel Hooke etwa war ein achtzehnjähriger Elektrikerlehrling. Eine weitere Ergänzung war der Sportler, Abenteurer und spätere Jagdflieger Irvine Owen Gaze, ein Cousin von Spencer-Smith, der als ein weiterer „allgemeiner Assistent“ mitgenommen wurde.
Trotz aller Schwierigkeiten machte man so große Fortschritte, dass die Aurora am 15. Dezember 1914 aus Sydney nach Hobart auslaufen konnte, wo sie am 20. Dezember ankam, um letzte Waren und Öl aufzunehmen. Am 24. Dezember, drei Wochen nach dem geplanten Termin, segelte die Aurora schließlich in Richtung Antarktis und kam am 16. Januar 1915 vor der Ross-Insel an, woraufhin die Männer die Küstenbasis am Kap Evans einrichteten, wo Scotts altes Hauptquartier lag.

## Erste Saison 1914/15

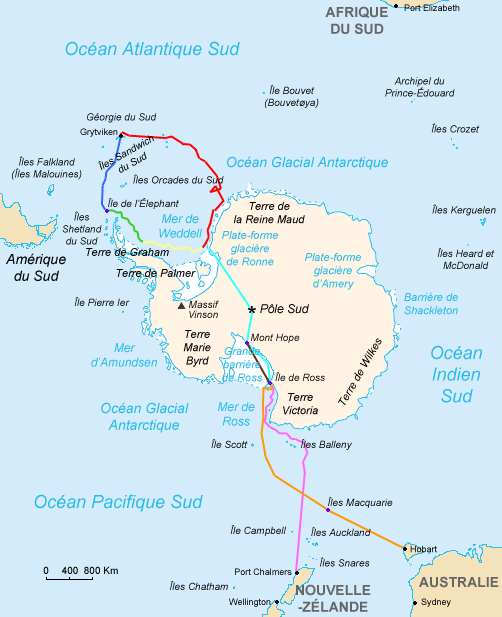
Von den beiden Teams der Expedition bereiste Routen
Weddell Sea Party:
Reise der Endurance
Drift der Endurance gefangen im Packeis
Drift des Eises nordwärts nach dem Untergang der Endurance
Reise der James Caird nach Südgeorgien
Shackletons beabsichtigte Route durch die Antarktis.
Ross Sea Party
Reise der Aurora in die Antarktis
Rückfahrt der Aurora
Anlage der Depots

### Erste Depotanlage Januar–März 1915
Aus Besorgnis, dass Shackleton die Durchquerung in diesem ersten Sommer unternehmen könnte, beschloss Mackintosh, sofort Depots am Minna Bluff und bei 80° S anzulegen, bevor der Winter hereinbrach. Diese würden Shackleton das Überlebensminimum bereitstellen. Die verspätete Ankunft der Aurora in der Antarktis gab ihnen nur wenig Zeit für die Gewöhnung der Hunde und der Männer und führte zu übereilten Entscheidungen. Ernest Joyce, der Mann mit der größten Antarktiserfahrung, favorisierte ein vorsichtigeres Vorgehen und forderte eine Wartezeit von mindestens einer Woche. Joyce behauptete, dass Shackleton ihm die alleinige Kontrolle über Schlittenfahrten gegeben hätte, eine Ansicht, die Mackintosh zurückwies und später als unbegründet hinstellte, doch das Thema blieb ein Streitpunkt zwischen den beiden Männern und behinderte die Einheit der Gruppe.
Nachdem Mackintosh sich durchgesetzt hatte, brach am 24. Januar 1915 die erste von drei Gruppen aufs Schelfeis auf, die anderen folgten am nächsten Tag. Bald entstand neue Uneinigkeit zwischen Joyce und Mackintosh, diesmal darüber, wie weit nach Süden man die Hunde mitnehmen sollte. Joyce verlangte, sie nicht weiter als zum Minna Bluff mitzunehmen, um sie nicht unnötig zu belasten, doch Mackintosh beschloss, dass sie wegen der Eile bis auf 80° S mitkommen würden. Ein weiterer Rückschlag war die völlige Unmöglichkeit, Waren mit Motorschlitten zu bewegen. Obwohl die Depots letztendlich der Tradition folgend am Bluff und auf 80° S gelegt wurden, war die Operation insgesamt gesehen ein Misserfolg. Nicht alle vorgesehenen Güter hatten die Depots erreicht, außerdem waren alle zehn mitgeführten Hunde auf der Rückfahrt gestorben. Als sich alle Mannschaften am 25. März am Hut Point wiedertrafen, waren die Männer erschöpft und hatten Erfrierungen, und das Vertrauen in Mackintosh war stark gesunken. Der Zustand des Packeises im Sund machte die Rückreise nach Kap Evans unmöglich, so dass man zeitweise festsaß und gezwungen war, das Beste aus den Bedingungen zu machen und sich für Frischfleisch und Heizöl (ersetzt durch brennbaren Blubber) auf die Robben zu verlassen. Erst am 1. Juni konnte man nach Kap Evans weiterfahren.
Es wurde später bekannt, dass Shackleton in einem Brief, den er am 5. Dezember 1914 aus Südgeorgien an Ernest Perris vom Daily Chronicle geschickt hatte, erwähnt hatte, dass eine Durchquerung in dieser Saison nicht möglich gewesen wäre. Mackintosh hätte davon informiert werden sollen, doch „the cable was never sent“ („das Telegramm wurde niemals gesendet“). Die erste Depotanlage-Saison und die Anstrengungen wären also nicht nötig gewesen.

### Irrfahrt derAurora
Als Mackintosh zum Schelfeis aufbrach, ließ er die Aurora unter dem Kommando des ersten Offiziers Stenhouse zurück, dessen dringendste Aufgabe es war, einen sicheren Ankerplatz zu finden, der in Übereinstimmung mit Shackletons Instruktionen an Mackintosh nicht südlich der Erebus-Gletscherzunge zwischen Hut Point und Kap Evans liegen durfte, vermutlich, um den Gebrauch als Mannschaftsquartier nicht zu erschweren und um Shackletons Pläne nicht zu durchkreuzen, nach der Ankunft seiner Gruppe aus der Antarktis aufzubrechen. Diese Suche war ein langer und gefährlicher Prozess, und es dauerte mehrere Wochen, bis das Schiff sicher vor Kap Evans verankert war. Nach einer letzten Fahrt nach Hut Point am 11. März, wo man vier frühe Zurückkehrer aufnahm, verankerte man die Aurora vor Kap Evans und ließ sie einfrieren.
In der Nacht des 7. Mai riss ein schwerer Sturm die Aurora aus ihrer Verankerung und trug sie mit dem Eis auf See. Manövrierunfähig und mit durch den Eisdruck zerstörtem Ruder konnte das Schiff nicht nach Kap Evans zurückkehren, und Versuche, die Küstengruppe anzufunken, scheiterten. Im Eis gefangen driftete die Aurora hinaus aufs Rossmeer und den Südlichen Ozean, bevor sie am 12. Februar freikam und schlussendlich am 2. April 1916 Neuseeland erreichte.

### Improvisation
Der Verlust des Schiffs war ein schwerer Schlag für die gesamte Expedition. Glücklicherweise waren die für Shackletons Depots bestimmten Güter bereits an Land gebracht worden. Dennoch war ein Großteil an Gerät, Nahrung, Ausrüstung und Heizöl noch immer an Bord der Aurora, da diese als Quartier der Männer gedacht gewesen war. Ohne Wissen über das Schicksal des Schiffes hingen die zehn Männer von ihrer Eigeninitiative und ihrem Einfallsreichtum ab, um zu überleben. Sie nahmen an, dass nicht nur ihre Zukunft, sondern auch die der Männer Shackletons in ihren Händen lag.
Anscheinend zeigte Mackintosh in dieser kritischen Situation Führungsqualitäten, die seine Männer beeindruckten, sogar den ungeliebten Joyce. Er fasste die Situation offen zusammen: „We have to face the possibility that we may have to stay here, unsupported, for two years. We cannot expect rescue before then, and so we must conserve and economize on what we have, and we must seek and apply what substitutes we can gather“. („Wir müssen mit der Möglichkeit rechnen, dass wir hier, ohne Unterstützung, zwei Jahre bleiben müssen. Wir können vorher keine Rettung erwarten und müssen also an dem sparen, was wir haben, und es aufbewahren, und wir müssen herausfinden, wie wir weitere Vorräte sammeln können.“) Der wichtigste Rückhalt der Gruppe waren Nahrung und Material, die von Scotts und Shackletons früheren Expeditionen zurückgelassen worden waren. Kleidung, Schuhwerk und Ausrüstung konnten dadurch improvisiert werden, während Robbenfleisch und Blubber als zusätzliche Quellen für Nahrung und Heizöl genutzt wurden. „Joyce’s Famous Tailoring Shop“ stellte Kleider aus einem großen Leinenzelt her, das Scott zurückgelassen hatte. Sogar Tabak – die „Hut Point Mixture“ – wurde von Ernest Wild aus Sägemehl, Tee, Kaffee und einigen getrockneten Kräutern hergestellt. Am letzten Augusttag fasste Mackintosh in seiner letzten Tagebucheintragung die während des Winters vollendete Arbeit zusammen und endete mit: „Tomorrow we start for Hut Point“ („Morgen brechen wir nach Hut Point auf“).

## Zweite Saison 1915/16

### Depotanlage
Die Arbeit des zweiten Sommers sollte in drei Phasen ablaufen: Erstens die Transferierung aller gelagerten Waren von Kap Evans auf die Hut-Point-Halbinsel; zweitens den Transport dieser Waren von Hut Point zu einem Lager an der Minna-Klippe und drittens eine Reise nach Süden, um das Depot auf 80° Süd zu verstärken und neue auf 81°, 82° und 83° und am Fuß des Beardmore-Gletscher bei 83° 45′ S, 171° 0′ O anzulegen.
Neun Mann in Dreiergruppen würden die Schlittenfahrten unternehmen. Die erste Phase begann am 1. September 1915 und wurde ohne Schwierigkeiten vollendet. Die zweite Phase erwies sich als problematischer, da das Wetter schlecht und die Oberfläche der Schelfeistafel schwer zu befahren war und die Differenzen zwischen Mackintosh und Joyce über die Methoden größer wurden. Diesmal favorisierte Mackintosh den alleinigen Einsatz von Menschenkraft, während Joyce die vier einsatzbereiten Hunde nutzen wollte. Mackintosh, dessen Autorität zu bröckeln begann, gestattete es Joyce, nach eigenen Vorstellungen zu verfahren, während er, Wild und Spencer-Smith die Schlitten selbst zogen. Joyce’ Methode erwies sich als effektiver, was die beförderten Waren und die Fitness der Männer anging. Das Basisdepot an der Minna-Klippe war am 28. Dezember fertig gestellt, doch einige Männer, vor allem Spencer-Smith und Mackintosh selbst waren jetzt durch die Kombination von harter Arbeit und schlechter Ernährung deutlich schwächer.
Kurz nach dem Beginn des Marsches zum Beardmore-Gletscher zwang der Ausfall eines Primuskochers drei Männer zur Rückkehr nach Kap Evans (Cope, Jack und Gaze). Die übrigen sechs Mann (Mackintosh, Wild, Spencer-Smith, Joyce, Hayward und Richards) fuhren weiter südwärts, doch der Zustand Spencer-Smiths verschlechterte sich stetig und Mackintosh selbst zeigte Anzeichen von Skorbut. Sie kämpften sich weiter voran, bis sie ihre Depots anlegen konnten, und aßen selbst nur minimale Vorräte, fütterten die Hunde aber gut.
Als sie sich dem Fuß des Beardmore-Gletschers näherten, dem Ort ihres letzten Depots, brach Spencer-Smith zusammen und konnte nicht mehr weiter. Die anderen ließen ihn in einem kleinen Zelt und fuhren die verbleibenden Kilometer, um am 26. Januar 1916 das letzte Depot anzulegen. Ernest Wild hinterlegte einen Brief an seinen Bruder Frank, da dieser mit Shackleton die Querung unternehmen sollte. Daraufhin kehrte man um und nahm Spencer-Smith am 29. Januar wieder auf. Er war mittlerweile physisch hilflos und musste auf den Schlitten gelegt werden. Bald musste auch Mackintosh sich auf den Schlitten legen und die Führung ging einstimmig an Joyce über.
Alle Männer hatten nun mit Skorbut und Schneeblindheit zu kämpfen, doch sie kamen gut voran, bis sie am 12. Februar 16 Kilometer vom Minna-Depot von einem Schneesturm aufgehalten wurden. Sie mussten zehn Tage im Zelt bleiben und ihre Nahrungsmittel wurden knapp. Joyce, Richards und Hayward kämpften sich in ihrer Verzweiflung durch den Blizzard zum Depot und ließen die Kranken in den Händen Wilds. Die Rückfahrt nahm eine volle Woche in Anspruch. Nach großer persönlicher Not kehrten sie mit Nahrung und Brennstoff zu ihren Kameraden zurück und der Marsch wurde wieder aufgenommen, auch wenn der Skorbut immer weiter um sich griff. Nach kurzer Zeit brach Hayward zusammen. Die drei Männer, die noch auf den Beinen waren, waren mittlerweile zu schwach, um drei Invaliden zu ziehen, deshalb erklärte sich Mackintosh am 8. März bereit, im Zelt zu bleiben, während die anderen mit Spencer-Smith und Hayward versuchten, das noch immer fast fünfzig Kilometer entfernte Lager am Hut Point zu erreichen. Am Folgetag starb Spencer-Smith, völlig ausgebrannt durch Erschöpfung und Skorbut, und wurde im Eis begraben. Joyce und Wild erreichten Hut Point am 11. März mit Hayward und kehrten zurück, um Mackintosh zu holen. Am 16. März waren sie alle zurück in der ehemaligen Hütte der Discovery-Expedition.
Vom Beginn der Reise am 1. September 1915 bis zur Rückkehr nach Hut Point waren insgesamt 198 Tage vergangen, was gemessen an der vergangenen Zeit bei weitem die längste Schlittenfahrt gewesen war, die bis dahin auf einer Expedition unternommen worden war.

### Tod Mackintoshs und Haywards
Die fünf Überlebenden gewannen mit einer Ernährung durch Robbenfleisch langsam ihre Kräfte zurück. Das Eis war zu dünn, um es nach Kap Evans zu überqueren, und die Eintönigkeit der Ernährung und der Umgebung wurde ermüdend. Am 8. Mai kündigte Mackintosh an, dass er und Hayward vorhatten, das Risiko einzugehen und über das Eis nach Kap Evans zu gehen. Trotz der energischen Einwände ihrer Gefährten brachen sie auf und verschwanden bald in einem Schneesturm. Nach dem Sturm brachen die anderen auf, um nach ihnen zu suchen, doch sie fanden lediglich Spuren, die zum Rand des gebrochenen Eises liefen. Mackintosh und Hayward wurden nie wieder gesehen. Sie waren entweder durch das dünne Eis gebrochen oder waren auf einer Eisscholle auf die See getrieben worden. Richards, Joyce und Wild warteten bis zum 15. Juli, bevor sie zum Kap Evans zurückkehrten, wo sie schließlich Stevens, Cope, Jack und Gaze wieder trafen.

### Rettung

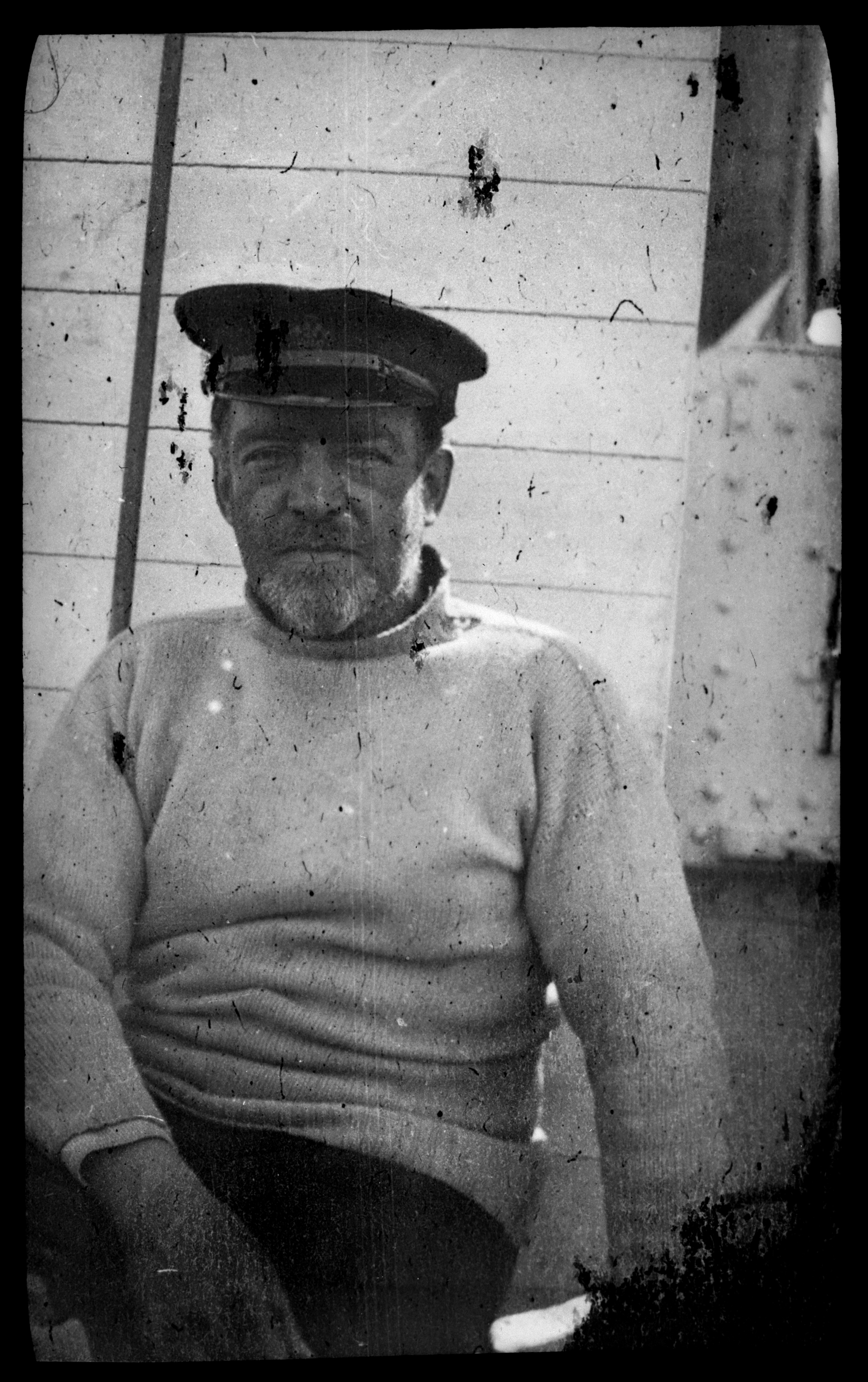
Ernest Shackleton

Am 31. Mai 1916 wurde die Welt über Shackletons Verbleib informiert, nachdem er zwei Jahre lang keinen Kontakt zur übrigen Welt gehabt hatte. Von den Falklandinseln aus schickte er ein Telegramm an sein Hauptquartier in London. Nach der Zusammenfassung seiner Abenteuer nach dem Verlust der Endurance umriss er seine Pläne für die Rettung der Männer, die auf Elephant Island festsaßen. Durch den südlichen Winter war dies nicht einfach zu erreichen und es wurde früher September, bevor er sich der Rettung der Ross Sea Party zuwenden konnte.
Mittlerweile waren jedoch seine Geldmittel vollkommen aufgebraucht. Er sah sich auch Schande und Misstrauen gegenüber, was durch das Chaos um die Abfahrt der Aurora 1914 zu erklären ist. Die Regierungen von Australien, Neuseeland und dem Vereinigten Königreich kamen widerstrebend überein, eine Überholung der Aurora zu finanzieren, damit sie auf eine Rettungsexpedition gehen könne, forderten aber auch, dass Shackleton diese nicht leiten solle. Sie bestanden darauf, dass John King Davis, der 1914 das Kommando über die Endurance abgelehnt hatte und ein Veteran von Douglas Mawsons Expedition war, angeworben wurde. Shackleton erhielt die Erlaubnis, als Statist mitzufahren. Am 10. Januar 1917 erreichte das Schiff Kap Evans; die Überlebenden waren überrascht, Shackleton zu sehen – jetzt erst erfuhren sie, dass ihre Anstrengungen überflüssig gewesen waren. Nach einer weiteren Woche der vergeblichen Suche nach den Leichen Mackintoshs und Haywards machte sich die Aurora auf den Weg in Richtung Neuseeland.

## Nachwirkungen
Die Hütten der Discovery- und Terra-Nova-Expedition stehen noch immer an ihren ursprünglichen Standorten, geschützt vom Antarctic Heritage Trust und der neuseeländischen Regierung. Der sich verschlechternde Zustand der Hütten rief Interesse hervor und Pläne für den Erhalt führten zu einer Kontroverse. Eine von Richards angebrachte Inschrift an der Wand nahe seiner Koje in der Hütte am Kap Evans listet immer noch die Namen der Vermissten auf. Von den vier Hunden, die die Reise überlebten, wurde Con von den anderen Hunden in einem Kampf getötet, Oscar, Gunner und Towser wurden im Zoo von Wellington untergebracht, wo Oscar angeblich 25 Jahre alt wurde.
Ihre letzte Rückkehr aus dem Rossmeer überstand die Aurora weniger als ein Jahr. Shackleton hatte sie für £ 10.000 verkauft, ihre neue Rolle war die eines Kohlentransporters zwischen Australien und Südamerika. Sie verschwand um den 2. Januar 1918 im Pazifik und war entweder in einem Sturm gesunken oder im Zuge des Ersten Weltkriegs von einem feindlichen Angreifer versenkt worden. An Bord war auch James Paton von der Schiffsbesatzung der Ross Sea Party, der als Bootsmann angeheuert hatte.
Auch Ernest Wild fiel dem Krieg zum Opfer. Er starb am 10. März 1918 auf Malta an einem typhösen Fieber, während er in der Royal Navy im Mittelmeer diente.
Am 4. Juli 1923 wurden Joyce und Richards von George V. für ihren Mut und ihre lebensrettenden Anstrengungen während der zweiten Reise zur Depotanlage mit der Albert Medal ausgezeichnet. Wild und Victor Hayward erlangten posthum dieselbe Ehrung.
John Cope leitete von 1920 bis 1922 die British Imperial Antarctic Expedition, ein unterfinanziertes, schlecht geplantes Unternehmen ohne wesentliche Ergebnisse.
Viele der Überlebenden sollten lange und erfolgreiche Karrieren vor sich haben. Der junge Funker Lionel Hooke trat in die Amalgamated Wireless Australasia Ltd ein und war für viele technologische Innovationen verantwortlich. Er wurde 1945 Betriebsführer und 1962 Präsident. 1957 war er für Dienste um die Industrie bereits zum Ritter geschlagen worden.